# 沙田乡
沙田乡是中华人民共和国湖南省宁乡市下辖乡，位于宁乡市中部偏西。地缘上，沙田乡东北部与黄材镇接壤，东南部与流沙河镇毗邻，南与青山桥镇交界，西与龙田镇、巷子口镇相连。辖域面积74.22平方公里，2006年末人口33,860人（2000年人口普查28,738人）。

## 历史
由原沙田乡和五里堆乡于1995年合并设立。

## 区划
截止2016年，下辖6个行政村，分别是沙田村、石笋村、双溪村、宝云村、长冲村、五里村、石梅村。

## 地理
沙田乡有一个小型水库“红旗水库。”

## 教育
- 小学：宝云学校、沙田乡中心小学、沙田乡邹塘小学
- 初中：五里堆中学

## 旅游景点
沙田乡拥有众多文化与旅游资源，也是中共创始人之一的何叔衡、教育家谢觉哉的诞生地，境内惠同廊桥为长沙地区唯一保存完善的廊桥，被授予湖南省级文物保护单位。主要旅游资源有何叔衡故居（长冲村）、谢觉哉故居（堆资村）、惠同廊桥（沙田村）、姜梦周墓（新飞村）、何南薰将军墓（长冲村）、石笋风光（石笋村）、铜锣山盛景（石梅村）、太和桥（云阳村）。

## 交通
县道X210从东南往西北途经沙田乡，东南方是流沙河镇，西北方是巷子口镇。
县道X106从西南往东北途经沙田乡，西南方是龙田镇，东北方是黄材镇。

## 出身名人
- 谢觉哉，曾任最高人民法院院长。
- 何叔衡，革命家。
- 姜梦周，革命家。
- 谢南岭，革命家。
- 姜亚勋，革命家。
- 陈仲怡，革命家。

## 画廊
- 何叔衡故居。
- 谢觉哉故居。
- 惠同廊桥。